# Isabella Breier
Isabella Breier (* 27. Juni 1976 in Gmünd, Niederösterreich) ist eine österreichische Schriftstellerin und Lyrikerin.

## Leben
Isabella Breier verbrachte die frühe Kindheit im Waldviertel, lebte dann bis zur Matura in Wels und seither in Wien. Dort absolvierte sie ein Studium der Philosophie und Germanistik (Diplomarbeit: Feministische Epistemologien) und promovierte 2005 mit einer Dissertation zu Cassirers Philosophie der symbolischen Formen und Wittgensteins Sprachspielbetrachtungen. Neben ihrer literarischen Tätigkeit arbeitet sie als Lektorin und Trainerin für Deutsch als Zweit- und Fremdsprache.

## Auszeichnungen (Auswahl)
- 2005 Preis der Dr. Schaumayer-Stiftung
- 2008 Theodor-Körner-Preis für den Prosaband Interferenzen
- 2010 Wiener AutorInnenstipendium
- 2014 Werkstipendium des Jubiläumsfonds der Literar-Mechana
- 2015 Niederösterreichischer Kulturpreis – Anerkennungspreis[1]

## Werke
- Dimensionen menschlicher Sinnstiftung in der Praxis. Zwischen Erkenntnis- und Kulturtheorie: Zur Poiesis, Ethik und Ästhetik in Cassirers Philosophie der symbolischen Formen und Wittgensteins Sprachspielbetrachtungen. LIT-Verlag, Wien 2006, ISBN 3-8258-9329-4 (Reihe Unipress Hochschulschriften, Band 155).
- 101 Käfer in der Schachtel. Ihr Verschwinden in Bildern. KITAB-Verlag, Klagenfurt 2007, ISBN 978-3-902585-00-4.
- Interferenzen. Erzählungen. KITAB-Verlag, Klagenfurt 2008, ISBN 978-3-902585-32-5.
- Prokne & Co. Groteske. KITAB-Verlag, Klagenfurt 2013, ISBN 978-3-902878-15-1.
- Allerseelenauftrieb. Ein Klartraumprotokoll. Mitterverlag, Wels 2013, ISBN 978-3-9503157-6-9.
- Anfang von etwas. Neue Lyrik aus Österreich, Band 8. Verlag Berger, Horn 2014, ISBN 978-3-85028-622-0.
- DesertLotusNest. Anmerkungen zur Poetik des Phönix. Verlag Bibliothek der Provinz, Weitra 2017, ISBN 978-3-99028-679-1.
- mir kommt die Hand der Stunde auf meiner Brust so ungelegen, dass ich im Lauf der Dinge beinah mein Herz verwechsle. Lyrik. Edition fabrik.transit, Wien 2019, ISBN 978-3-903267-03-9.
- Grapefruits oder Vom großen Ganzen. Eine Groteske. Edition fabrik.transit, Wien 2022, ISBN 978-3-903267-44-2.